# Martina van Berkel
Martina van Berkel (Bülach, 23 januari 1989) is een Zwitsers voormalig zwemster.

## Carrière
Van Berkel nam in 2003 aan het Europees Olympisch Jeugdfestival. Het jaar erop nam ze deel aan het EK voor junioren waar ze negende werd in de 50m vlinderslag. In 2005 nam ze opnieuw deel aan het EK voor junioren ze haalde de halve finale in de 50m vlinderslag. Ze werd daarnaast nog 15e op de 200m vlinderslag en 24e op de 50m rugslag.
In 2007 nam ze voor het eerst deel aan het EK kortebaan, ze werd 12e op de 200m vlinderslag en 16e op de 200m rugslag. Het jaar erop nam ze opnieuw deel en haalde als beste resultaat een 10e plaats op de 200m vlinderslag. Ze nam dat jaar ook deel aan het EK langebaan waar ze niet doorheen de reeksen geraakte van de 100m en de 200m vlinderslag. In 2009 nam hij deel aan de Universiade en haar eerste wereldkampioenschap, op het WK langebaan nam ze deel aan de vlinderslag en rugslag. Op de Universiade werd ze samen met de Zwitserse ploeg 8e in de finale van de 4x100m wisselslag, individueel werd ze 4e in de 200m vlinderslag.
In 2010 nam zij deel aan het WK kortebaan en aan het EK langebaan, haar beste resultaat was een 11e plaats op het EK op de 200m vlinderslag. In 2011 nam ze voor de tweede keer deel aan de Universiade, ze behaalde opnieuw op de 200m vlinderslag een vierde plaats. Ze nam in hetzelfde jaar deel aan het WK langebaan waar ze 18e werd op de 200m vlinderslag, op het EK kortebaan werd ze op hetzelfde nummer zevende. In 2012 nam ze deel aan de Olympische Spelen waar ze deelnam aan de 200m vlinderslag, ze werd 25e en raakte niet voorbij de reeksen. Datzelfde jaar nam ze deel aan het WK kortebaan, EK langebaan en EK kortebaan, er werden geen medailles gewonnen op deze evenementen.
In 2013 nam ze voor een derde keer deel aan de Universiade waar ze 13e op de 200m rugslag, 24e in de 100m vlinderslag en 6de in de finale op de 200m vlinderslag. Hij nam dat jaar  nog deel aan het EK kortebaan waar zij achtste werd in de finale van de 200m vlinderslag. In 2014 wist ze opnieuw de finale te halen op de 200m vlinderslag op het EK langebaan, ze haalde ook de finale in de 4x200m vrije slag. In 2015 nam ze deel aan het WK langebaan waar ze geen finale wist te halen. In 2016 wist ze zich voor drie nummers te plaatsen op de Olympische Spelen, haar beste resultaat was een 12e plaats op de 200m vlinderslag. Ze nam daarnaast deel aan WK kortebaan en EK langebaan, ze miste op het WK net de finale van de 200m vlinderslag en wist op het EK daar wel de finale te halen maar werd achtste.
In 2017 nam ze voor de vierde keer deel aan de Universiade, ditmaal slaagde ze erin om zilver te veroveren op haar beste nummer de 200m vlinderslag. Ze nam in 2017 nog deel aan het WK langebaan maar wist geen finale te halen.
Van 2007 tot 2010 studeerde ze aan de Universiteit van Zürich waar ze een bachelor haalde in Cultural and Social Anthropology, ze was een jaar uitwisselingsstudent aan de Bond University. Ze behaalde aan de Universiteit van Zürich een master in Political Science in 2013, van 2013 tot 2017 doctoreerde ze in Media Economics and Management. Ze is anno 2021 bezig aan een Certificate of Advanced Study aan de Universiteit van Genève. Sinds ze stopte als atlete was ze van 2018 tot 2021 deel van het bestuur van de Zwitsers Olympische ploeg. Sinds 2020 is ze aan de slag bij de Zwitserse bank UBS.

## Internationale toernooien
| Jaar | Olympische Spelen                                         | WK langebaan                                                                                        | WK kortebaan                                                                   | EK langebaan                                                                                  | EK kortebaan                                                                                        |
| ---- | --------------------------------------------------------- | --------------------------------------------------------------------------------------------------- | ------------------------------------------------------------------------------ | --------------------------------------------------------------------------------------------- | --------------------------------------------------------------------------------------------------- |
| 2007 |                                                           | geen deelname                                                                                       |                                                                                |                                                                                               | 12e 200m vlinderslag 16e 200m rugslag                                                               |
| 2008 | geen deelname                                             | | geen deelname                                                                  | 38e 100m vlinderslag 22e 200m vlinderslag 14e 4x100m wisselslag                               | 24e 200m rugslag 33e 50m vlinderslag 21e 100m vlinderslag 10e 200m vlinderslag 16e 4x50m wisselslag |
| 2009 |                                                           | 43e 100m rugslag 34e 200m rugslag 34e 100m vlinderslag 25e 200m vlinderslag                         |                                                                                |                                                                                               | geen deelname                                                                                       |
| 2010 |                                                           | | 18e 200m rugslag 34e 100m vlinderslag 14e 200m vlinderslag                     | 20e 200m rugslag 29e 100m vlinderslag 11e 200m vlinderslag                                    | geen deelname                                                                                       |
| 2011 |                                                           | 18e 200m vlinderslag                                                                                |                                                                                |                                                                                               | 28e 100m vlinderslag 7e 200m vlinderslag DNS 400m wisselslag 21e 200m rugslag                       |
| 2012 | 25e 200m vlinderslag                                      | | 18e 200m rugslag 14e 200m vlinderslag                                          | 20e 200m rugslag 8e 200m vlinderslag                                                          | 25e 200m rugslag 22e 100m vlinderslag 5e 200m vlinderslag 23e 400m wisselslag                       |
| 2013 |                                                           | geen deelname                                                                                       |                                                                                |                                                                                               | 26e 400m vrije slag 13e 200m rugslag 34e 100m vlinderslag 8e 200m vlinderslag 14e 4x50m wisselslag  |
| 2014 |                                                           | | 26e 200m rugslag 33e 100m vlinderslag 17e 200m vlinderslag                     | 20e 200m rugslag 26e 100m vlinderslag 7e 200m vlinderslag 18e wisselslag 8e 4x200m vrije slag | |
| 2015 |                                                           | 27e 400m vrije slag 29e 200m rugslag 17e 200m vlinderslag 29e 400m wisselslag 15e 4x200m vrije slag |                                                                                |                                                                                               | geen deelname                                                                                       |
| 2016 | 24e 200m rugslag 12e 200m vlinderslag 24e 400m wisselslag | | 24e 200m rugslag 29e 100m vlinderslag 10e 200m vlinderslag 16e 400m wisselslag | 21e 200m rugslag 8e 200m vlinderslag 10e 4x200m vrije slag DSQ 4x100m wisselslag              | |
| 2017 |                                                           | 23e 200m rugslag 27e 100m vlinderslag 12e 200m vlinderslag                                          |                                                                                |                                                                                               | geen deelname                                                                                       |